# Víctor Cáceres (Fußballspieler)
Víctor Javier Cáceres Centurión (* 25. März 1985 in Asunción) ist ein paraguayischer Fußballspieler, der für al-Rayyan SC spielt.
Der kopfballstarke defensive Mittelfeldspieler wird in seinem Verein und der paraguayischen Nationalmannschaft vor allem aufgrund seiner Zweikampfstärke und Einsatzbereitschaft geschätzt.
Sein Bruder Marcos Cáceres ist ebenfalls paraguayischer Nationalspieler und spielt derzeit bei Racing Club Avellaneda.

## Karriere

### Verein
Im Alter von 18 Jahren wechselte Cáceres von Atlántida SC zu Club Libertad, ein Klub aus seiner Heimatstadt Asunción. Bei Club Libertad kam er als 21-Jähriger unter seinem heutigen Nationaltrainer Gerardo Martino zu seinem Profidebüt. Am 22. Juli 2006 erzielte Cáceres sein erstes Ligator beim 1:0 gegen CA 3 de Febrero. Mit Club Libertad wurde er 2006 paraguayischer Meister und erreichte das Halbfinale der Copa Libertadores, in dem man gegen den SC Internacional verlor.
Ein Jahr später war er im Finalrückspiel um die paraguayische Meisterschaft der Spieler des Tages. Beim 2:0 im Spiel gegen Sportivo Luqueño schoss Cáceres sein Team durch seine beiden Treffer per Kopf zur Meisterschaft.
Nachdem 2008 in Paraguay der Apertura-und-Clausura-Modus eingeführt wurde, konnte sich Cáceres im Jahr 2008 gleich zwei Mal die paraguayische Meisterschaft sichern. Der unumstrittene Stammspieler kam in diesem Jahr auf seinen bisherigen Höchstwert von fünf Treffern in 33 Spielen. Auch im darauffolgenden Jahr war Cáceres gesetzt, musste sich mit seinem Verein aber sowohl in der Apertura als auch in der Clausura dieses Jahres mit der Vizemeisterschaft begnügen.
Zur Saison 2012/13 wechselte er ablösefrei zum brasilianischen Erstligisten CR Flamengo nach Rio de Janeiro.

### Nationalmannschaft
Cáceres spielte am 5. Juni 2007 erstmals für die paraguayische Nationalmannschaft beim Freundschaftsspiel gegen Mexiko.
2007 war er im vorläufigen Kader für die Copa América 2007, wurde aber später gestrichen.
In der WM-Qualifikation lief er in 13 von 18 Spielen für Paraguay auf. Als Paraguay am sechsten Spieltag der Qualifikation Brasilien zu zehnt mit 2:0 besiegte, wo er in der 51. Minute eingewechselt wurde. Paraguay hielt die Tabellenführung in der Südamerikagruppe bis zu Beginn des 13. Spieltags, als man gegen Chile verlor. Zwei Spieltage vor Schluss war Cáceres als Einwechselspieler an Paraguays 1:0-Sieg gegen Argentinien beteiligt, durch den Paraguay in dieser Quali neben Brasilien und Uruguay auch den letzten südamerikanischen Weltmeister im Estadio Defensores del Chaco besiegt hatte. Zudem war sein Team durch diesen Sieg bereits sicher für die WM 2010 qualifiziert.
In den Gruppenspielen bei der WM 2010 trug der defensive Mittelfeldspieler im Schatten der Offensivakteure Enrique Vera und Cristian Riveros durch seine unzähligen Ball- und Zweikampfgewinne zum Sieg seiner Mannschaft gegen die Slowakei bei.

## Erfolge
- Paraguayische Meisterschaft: 2006, 2007, Apertura 2008, Clausura 2008
- Brasilianischer Pokalsieger: 2013
- WM-Teilnahme: 2010